# Нюдяяха (приток Малого Ямсовея)
Нюдяяха (устар. Нюди-Яха) — река в России, протекает по Ямало-Ненецкому АО. Устье реки находится в 25 км по левому берегу реки Малый Ямсовей. Длина реки составляет 10 км.

## Данные водного реестра
По данным государственного водного реестра России относится к Нижнеобскому бассейновому округу, водохозяйственный участок реки — Пур. Речной бассейн реки — Пур.
Код объекта в государственном водном реестре — 15040000112115300060008.